# Кабилия (футбольный клуб)
«ЖС Кабилия» (фр. Jeunesse Sportive de Kabylie, араб. شبيبة القبائل‎, кабильск. Ilmezyen n addal n Leqbayel) или просто «ЖСК» — алжирский футбольный клуб из города Тизи-Узу. Выступает в чемпионате Алжира. Основан в 1946 году. Домашние матчи проводит на стадионе «1-е ноября», вмещающем 20 000 зрителей. В период с 1974 по 1977 год клуб носил название «ЖС Кавкаби», в 1977—1989 годах — «ЖЕ Тизи-Узу».

## История
«Кабилия» является сильнейшим и самым именитым алжирским клубом за всю историю. «Канарейки» стали одним из немногих африканских клубов, которым удалось сделать своеобразный хет-трик — выиграть три главных континентальных трофея — Лигу чемпионов, Кубок КАФ, Кубок обладателей кубков.

## Достижения

### Национальные
- Чемпион Алжира (14): 1973, 1974, 1977, 1980, 1982, 1983, 1985, 1986, 1989, 1990, 1995, 2004, 2006, 2008
- Обладатель Кубка Алжира (5) 1977, 1986, 1992, 1994, 2011
- Обладатель Суперкубка Алжира: 1992

### Международные
- Победитель Лиги чемпионов КАФ (2): 1981, 1990
- Обладатель Кубок Конфедерации КАФ (3): 2000, 2001, 2002
- Обладатель Кубка обладателей кубков КАФ: 1995
- Обладатель Кубка КАФ (3): 2000, 2001, 2002
- Обладатель Суперкубка КАФ: 1982